# Əjdər İbrahimov
Əjdər Mütəllim oğlu İbrahimov (eingedeutscht Äschdär Ibrahimow; * 29. April 1919 in Aşgabat, Autonome Sozialistische Sowjetrepublik Turkestan; † 20. September 1993 in Moskau, Russland) war ein sowjetisch-aserbaidschanischer Filmregisseur, Schauspieler, Drehbuchautor, Lehrer und Schriftsteller.

## Biographie
İbrahimov schloss 1940 eine Theaterschule in seiner Geburtsstadt Aşgabat ab.
Von März 1942 bis 1945 leistete er seinen Militärdienst im 51. Reserve-Schützenregiment der Roten Armee im Rang eines Leutnants. Nach dem Wehrdienst ließ er sich in die Fakultät für Regie des Staatlichen All-Unions-Instituts für Kinematographie (heute Gerassimow-Institut für Kinematographie) in Moskau einschreiben. Zu seinen Lehrern gehörten Sergei Iossifowitsch Jutkewitsch und Michail Iljitsch Romm.
Die Theaterlaufbahn von İbrahimov begann im Filmstudio von Aşgabat (heute Oguzhan Turkmenfilm Vereinigung). 1953 zog er nach Baku und begann dort in der staatlichen Filmproduktionsfirma „Aserbaidschanfilm“ zu arbeiten.
Von 1959 wurde İbrahimov auf Anweisung des Kulturministeriums der UdSSR ins damalige Nordvietnam beordert. Dort war er bis 1962 tätig und gründete unter anderem eine Filmschule, an der er Schauspiel und Regie unterrichtete. Zusammen mit seinen vietnamesischen Studenten drehte er insgesamt drei Spielfilme. Dafür wurde er mit dem Orden der Arbeit ausgezeichnet.
1962 kehrte İbrahimov nach Moskau zurück und setze seine Karriere im Filmstudio „Mosfilm“ fort.
Zwischen 1974 und 1976 unterrichtete er im Staatlichen Moskauer Institut für Kultur.
İbrahimov war Mitglied im Verband der Kinematographen der UdSSR.
İbrahimov starb 1993 in Moskau und wurde auf der Ehrenallee von Baku (Fəxri Xiyaban) beigesetzt.

## Auszeichnungen
- „Volkskünstler der Aserbaidschanischen SSR“ (1967)
- „Volkskünstler der UdSSR“ (1991)